# Брейкспир, Бозо
Бозо Брейкспир (Boso Breakspear, O.S.B., также известный как просто Boso его имя также пишут как Boson, Bozun, а фамилию как Breakspeare) — католический церковный деятель XII века. Племянник папы Адриана IV. Возведён в ранг кардинала-священника Санти-Козма-э-Дамиано на консистории в декабре 1155 года. Назван камерленго Римско-католической церкви в декабре 1158 года.
Дополнил историко-биографическую «Книгу понтификов» (Liber Pontificalis) биографиями римских пап Геласия II (1118—1119) и Александра III (1179—1181).